# 錫蘭橄欖蚜
錫蘭橄欖蚜（学名：Sinomegoura elaeocarpi）为常蚜科修尾蚜屬下的一个种。